# Savanski ljuskavac
Savanski ljuskavac (lat. Manis (Smutsia) temminckii) jedna je od četiri vrste ljuskavaca, koji žive u Africi i jedini u južnoj i istočnoj Africi. Iako je prisutan na dosta velikom području, vrlo ga je teško uočiti. Stradava u požarima i od ljudi.
Prije je bio uvršten u ugrožene vrste. Pokriven je ljuskama, osim s donje strane. U opasnosti se sklupča u loptu, kako bi zaštitio osjetljivi trbuh. Repom se koristi kao oštricom protiv neprijatelja.
Narastu do oko 1 metar dužine, a rep je dugačak između 30 i 50 cm. Ima nesrazmjerno malu glavu, snažne zadnje i male prednje noge. 
Poput drugih ljuskavaca, uglavnom je noćna životinja. Kreće se isključivo po tlu, obično u savanama ili otvorenim šumama. Uglavnom se hrani termitima i mravima. Ima jako dug (do 50 cm) ljepljiv jezik. Iako je sposoban kopati nastambe, obično zautme tuđe nekorištene nastambe.